# 锡罗内
锡罗内（義大利語：Sirone），是意大利莱科省的一个市镇。总面积3平方公里，人口2359人，人口密度786.3人/平方公里（2009年）。国家统计（ISTAT）代码为097075。
锡罗内与巴尔扎戈、多尔扎戈、加尔巴尼亚泰莫纳斯泰罗、莫尔泰诺和奥焦诺接壤。